# Lexikon deutschsprachiger Homöopathen
Das Lexikon deutschsprachiger Homöopathen ist ein Nachschlagewerk mit Biographie zu deutschsprachigen Persönlichkeiten, denen Zeitgenossen eine besondere Bedeutung bei der Entwicklung der Homöopathie beigemessen haben. Zusätzlich zu den Kurzviten von mehr als 600 verstorbenen Homöopathen wurden auch einige Tierärzte, Zahnärzte und Apotheker erwähnt. Das von dem Juristen und Informationsreferenten Fritz D. Schroers verfasste, 171 Seite umfassende Lexikon wurde 2006 von dem Institut für Geschichte der Medizin der Robert-Bosch-Stiftung herausgegeben und erschien in Stuttgarter Haug Verlag unter der ISBN 978-3-8304-7254-4.